# 赵德明 (1963年)
赵德明（1963年9月—），中华人民共和国政治人物，生于广西金秀，男，瑶族，高级经济师。曾任中国共产党第十九届中央委员会候补委员、中共贵阳市委书记等职务，现任贵州省政协副主席。

## 生平
1983年7月参加工作，1985年6月加入中国共产党。1981年9月，在广西银行学校城市金融专业学习。1983年7月毕业后历任中国工商银行金秀瑶族自治县支行信贷股信贷员、计划股负责人、办公室副主任，中国工商银行广西壮族自治区分行办公室科员、副主任科员、主任科员、办公室副主任、政策研究室副主任等职。1996年7月，任中国工商银行广西南宁分行副行长、党组成员兼机关党委书记。
1998年9月，任广西壮族自治区人民政府办公厅党组成员、自治区政府研究室、自治区经济研究中心副主任。1999年9月，任广西壮族自治区人民政府办公厅党组成员、自治区政府研究室、自治区经济研究中心主任。2000年4月，任广西壮族自治区政策法规室副主任、党组成员。2003年5月，任广西壮族自治区政策法规室主任、党组书记。2004年2月，任广西壮族自治区政府金融工作领导小组办公室主任(正厅级)、自治区政府办公厅党组成员。2009年11月，任广西壮族自治区金融工作办公室主任、党组书记
2013年2月，任中共贺州市委书记，市人大常委会主任。2016年11月，任中国共产党广西壮族自治区委员会常委、统战部部长。
2018年4月12日，不再担任中国共产党广西壮族自治区委员会统战部部长职务，5月15日，他跨省调任中共贵州省委常委、贵阳市委书记。2019年10月起，兼任贵安新区党工委书记、贵州双龙临空经济区党工委书记。2021年9月，改任中共贵州省委统战部部长。
2022年1月，赵退居二线，当选为贵州省政协副主席。